# Звірівництво
Звірівництво — галузь тваринництва, яка займається розведенням диких звірів заради отримання хутра, шкіри, рогів чи м'яса.

## З історії звірівництва
Походження звірівництва дуже давнє — в старовину нерідко вирощували молодняк впольованих диких тварин, вважається, що саме так взагалі виникло скотарство. Однак саме звірівництво довгий час не розвивалося, бо доки природні популяції не були підірвані, мисливство було економічно вигіднішим від звірівництва. В наш час, в умовах, коли дикі тварини багатьох видів стали рідкістю, а сільське господарство надає дешеві корми, звірівництво тобто розведення диких тварин в неволі заради продуктів з них в певних умовах є вигідним і поширене в багатьох країнах світу. Є звірогосподарства і в Україні.

## Форми звірівництва
Існує три основних форми звірівництва:
1. вільна, або острівна — звірів розводять на волі на обмеженій території
2. напіввільна коли основне стадо утримують у клітках, молодняк — на обмеженій території
3. кліткова — кожну тварину або сім'ю утримують в окремих клітках, це найпоширеніша (основна) форма звірівництва

## Об'єкти звірівництва

### Поширені об'єкти розведення
Найпоширенішим є розведення цінних хутрових звірів — нутрій, ондатр, норок, сріблясто-чорних лисиць, блакитних песців тощо. Через це часто звірівництво ототожнюють саме з цими тваринами, але насправді також розводять копитних — маралів, плямистих оленів, лосів, бізонів, що дають панти (лікарська сировина), шкіру та м'ясо. 
В Китаї розводять єнотів та багатьох інших хижих для отримання хутра, а також тигрів заради шкіри та як сировину для традиційної медицини.

### Об'єкти звірівництва в Україні
- Лисиця: промислова назва - "лисиця срібляста"  [Архівовано 14 лютого 2011 у Wayback Machine.]
- Візон: промислова назва - "норка американська"  [Архівовано 14 лютого 2011 у Wayback Machine.]
- Нутрія: промислова назва - "канадська нутрія"  [Архівовано 14 лютого 2011 у Wayback Machine.] та ін.